# Carangoides otrynter
Carangoides otrynter es una especie de peces de la familia Carangidae en el orden de los Perciformes.

## Morfología
• Los machos pueden llegar alcanzar los 60 cm de longitud total.

## Distribución geográfica
Se encuentra en las costas del Pacífico oriental (desde el sur de la Baja California hasta Ecuador, incluyendo las Islas Galápagos).